# Demonic (film, 2015)
Pour les articles homonymes, voir Demonic.
Pour plus de détails, voir Fiche technique et Distribution.
Demonic (ou Démoniaque au Québec) est un film d'horreur américano-britannique réalisé par Will Canon et sorti en 2015.

## Fiche technique
- Titre : Demonic
- Réalisation : Will Canon
- Scénario : Max La Bella
- Produit par : Lee Clay et James Wan
- Société(s) de production : Icon Entertainment International, First Point Entertainment et IM Global
- Photographie : Michael Fimognari
- Musique : Dan Marocco
- Genre(s) : Horreur
- Durée : 83 minutes
- Dates de sortie :
  -  Brésil : 12 février 2015
  -  Allemagne : 9 août 2015 (Berlin Fantasy Filmfest)

 Sauf indication contraire, les informations mentionnées dans cette section peuvent être confirmées par la base de données cinématographiques IMDb,  présente dans la section « Liens externes ».

## Distribution
- Maria Bello (VQ : Anne Bédard) : Dr Elizabeth Klein
- Frank Grillo (VQ : Pierre Auger) : Détective Mark Lewis
- Cody Horn (VQ : Rachel Graton) : Michelle
- Dustin Milligan (VQ : François-Simon Poirier) : John
- Megan Park (VQ : Aurélie Morgane) : Jules
- Scott Mechlowicz (VQ : Gabriel Lessard) : Bryan
- Aaron Yoo (VQ : Hugolin Chevrette) : Donnie
- Tyson Sullivan : Luke Elton
- Alex Goode (VQ : Nicholas Savard L'Herbier) : Sam
- Ashton Leigh : Sara Mathews
- Terence Rosemore (VQ : Patrick Chouinard) : Jenkins
- Jesse Steccato : Peter
- Meyer DeLeeuw : Henry
- Griff Furst : Reeves

Source : Doublage.qc.ca